# Ruodlieb
Ruodlieb es un Libro de caballerías, del que solo se conserva un fragmento; está escrito en latín en verso por un autor desconocido del sur de Alemania hacia el año 1030. Se supone que su autor era un monje de la abadía de Tegernsee, Baviera.
El poema es una de las primeros libros de caballería alemanes que se conservan. La narración en el texto de las costumbres feudales le da un cierto valor histórico. El poeta fue probablemente un testigo ocular del episodio que representa el encuentro de Enrique II del Sacro Imperio Romano Germánico y Roberto II de Francia a orillas del Río Mosa en 1023. Ruodlieb está inacabado y sus páginas fueron arrancadas y empleadas para encuadernar otros manuscritos, de modo que los fragmentos fueron encontrados de forma gradual (desde 1807) y reconstruidas, uniéndolas en un único libro.

## Descripción
El marco de la historia está tomado de un cuento de hadas.El protagonista es un joven caballero que vive en el exilio, lejos de su hogar en la corte de un rey justo para quien trabaja. Este le paga con consejos en lugar de monedas. También recibía por sus trabajos una hogaza de pan que contenía monedas dentro, pero tenía orden de no abrirlo hasta que no volviera a su hogar. Los proverbios (un total de 12) son normalmente el punto de partida de las aventuras de Ruodlieb donde el caballero demuestra su valor.
Cuando el caballero consigue por fin regresar a su hogar y encontrarse con su madre, debe emprender la búsqueda de una esposa. Pero no podrá casase hasta que logre capturar a un enano. Tras atraparlo, el enano a cambio de su libertad le revela el paradero de un tesoro y pronuncia una profecía: El caballero se casará con Heriburg tras haber matado a su hermano y a su padre.